# Antonio Clemente
Antonio Ángel Clemente Olivert, né le 26 avril 1955, est un homme politique espagnol membre du Parti populaire.

## Biographie

### Vie privée
Il est marié et père de deux enfants.

### Profession
Il est titulaire d'une licence en pharmacie obtenue à l'université complutense de Madrid.

### Carrière politique
Il est député au Parlement valencien de 1995 à 2015.
Le 22 juillet 2015, il est désigné sénateur suppléant par le Parlement valencien en représentation de la Communauté valencienne. Il siège à partir de la mort de Rita Barberá.